# Strongylopus
Genre
Strongylopus est un genre d'amphibiens de la famille des Pyxicephalidae.

## Répartition
Les dix espèces de ce genre se rencontrent en Afrique australe et en Afrique de l'Est.

## Liste d'espèces
Selon Amphibian Species of the World (4 mars 2015) :
- Strongylopus bonaespei (Dubois, 1981)
- Strongylopus fasciatus (Smith, 1849)
- Strongylopus fuelleborni (Nieden, 1911)
- Strongylopus grayii (Smith, 1849)
- Strongylopus kilimanjaro Clarke & Poynton, 2005
- Strongylopus kitumbeine Channing & Davenport, 2002
- Strongylopus merumontanus (Lönnberg, 1910)
- Strongylopus rhodesianus (Hewitt, 1933)
- Strongylopus springbokensis Channing, 1986
- Strongylopus wageri (Wager, 1961)

## Publication originale
- Tschudi, 1838 : Classification der Batrachier, mit Berucksichtigung der fossilen Thiere dieser Abtheilung der Reptilien, p. 1-99 (texte intégral).